# قورچی‌باشی (قزلباش)

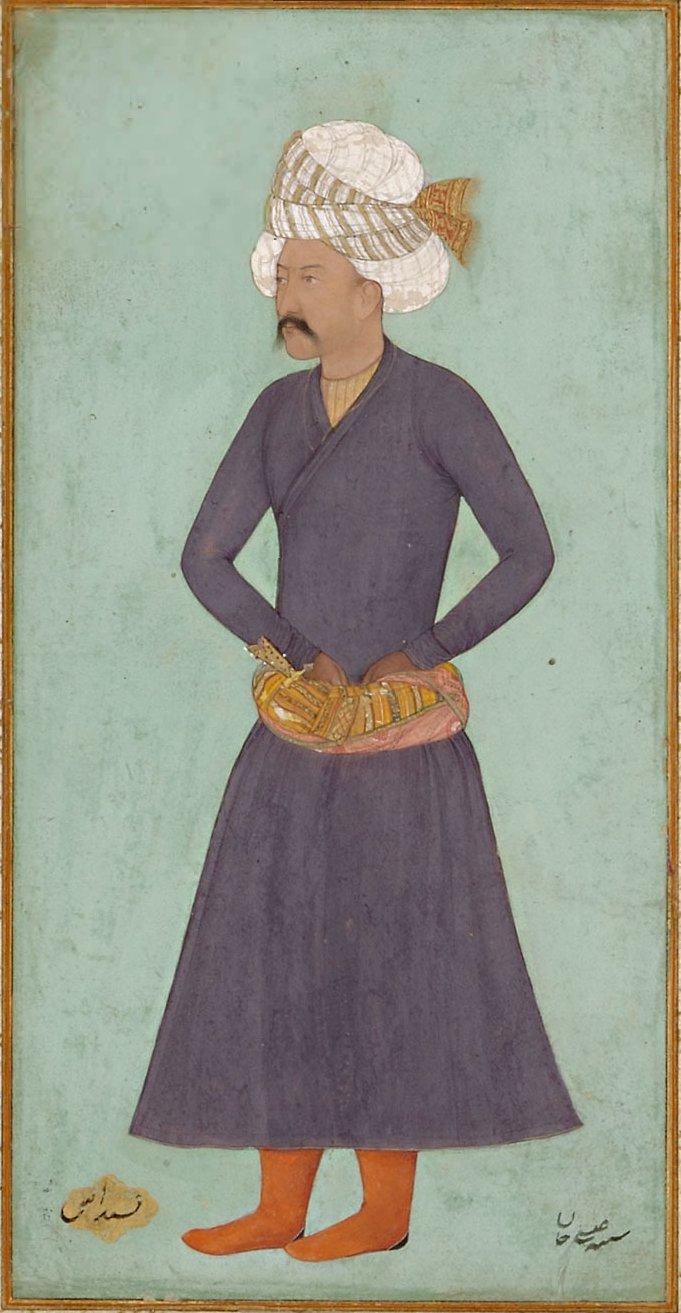
عیسی خان صفوی، از اشراف صفوی که در منصب قورچی‌باشی بود

قورچی‌باشی (به معنای رئیس قورچیان) عنوانی برای فرمانده کل قورچیان بود. قورچیان محافظان سلطنتی پادشاهان صفوی بودند. قورچی‌باشی قدیمی‌ترین درجه دولتی امپراتوری صفویه و یکی از مقامات «بسیار مهم» دولت مرکزی بود. این مقام نظامی پس از وزیر اعظم، دومین مقام عالی‌رتبه نظامی بود. قورچی‌ها مسلح به تیر و کمان شمشیر، تبرزین و گاهی تفنگ بودند. در دوره‌های ضعف اقتدار مرکزی، این پست بلافاصله توسط افرادی از قبایل برجسته تُرک (قزلباش)، یعنی ایل شاملو و ایل تکلو، تصاحب شد.
مینورسکی (ایرانشناس روسی) آنها همچون مخازن متحرک جنگ‌افزار توصیف می‌کند. کمپفر در سفرنامه خود آنها را سربازانی بسیار مغرور و شجاع می‌داند که خود را به حق عامل به قدرت رسیدن صفویان می‌دانند. محدوده وظایف قورچی‌باشی (کل کشور) به درستی مشخص نیست، اما وی پس از امیرالامرا یا سپهسالار بالاترین مقام نظامی محسوب می‌شده‌است. در ولایات و ایالات نیز منصب قورچی‌باشی وجود داشته که در محدوده همان ولایت فرماندهی قورچی‌ها را به عهده داشته‌اند.
از آنجا که شاه اسماعیل خود یک ترکمان قبیله‌ای نبود، نیروی قبیله‌ای مستقل و وفاداری در اختیار نداشت. او تنها یک گارد محافظ شخصی متشکل از دویست تن از وفادارترین صوفیان قزلباش داشت که با شمشیر، خنجر و تبر مسلح بودند. اما برای تثبیت قدرت خود، نیازمند نیروی منظم و بزرگ‌تری بود که بتواند همواره بر آن تکیه کند. از این‌رو، او نوعی گارد محافظ ویژه تشکیل داد که از خزانهٔ سلطنتی حقوق می‌گرفت، همیشه آمادهٔ خدمت به شاه بود و مستقیماً از خود او فرمان می‌برد. این نیروی نخبه عمدتاً از میان سوارکاران برگزیدهٔ قزلباش، از تمامی طوایف، و بر پایهٔ مهارت‌های برجستهٔ نظامی‌شان گزینش می‌شدند. آنان به نام قورچی‌ها شناخته می‌شدند — واژه‌ای مغولی به‌معنای «تیردان‌دار» — و فرماندهٔ قزلباش آنان، قورچی‌باشی نام داشت.
قورچی‌ها در ابتدا مهم‌ترین بخش سپاه صفوی محسوب می‌شدند اما از زمان شاه عباس اول به بعد اهمیت آنها کاسته شد. شاه عباس اول برای کاهش قدرت آنها قوای نظامی از غلامان و همچنین قوای پیاده مسلح به تفنگ از مردم غیر قزلباش تشکیل داد. اما با این همه حتی در زمان شاه سلیمان تقریباً کمی کمتر از نیمی از نفرات ارتش را همین قورچی‌ها تشکیل می‌دادند. البته باید در نظر داشت که به وجود غلامان و نیروها جدید از استقلال و قدرت آنها کاسته شده بود.